# Lycée-collège d'État Émile-Letournel
Le lycée-collège d'État Émile-Letournel est un établissement public d'enseignement secondaire français, assurant une formation mixte collège-lycée. Il est situé au 8, rue Marcel-Bonin à Saint-Pierre, dans la collectivité française de Saint-Pierre-et-Miquelon.

## Histoire
L'établissement a ouvert le 7 février 1977. Il accueille environ 230 élèves et fait partie de l'académie de Saint-Pierre-et-Miquelon.
Il tire son nom du célèbre chirurgien orthopédiste français, Émile Letournel (1927-1994), originaire de Saint-Pierre.

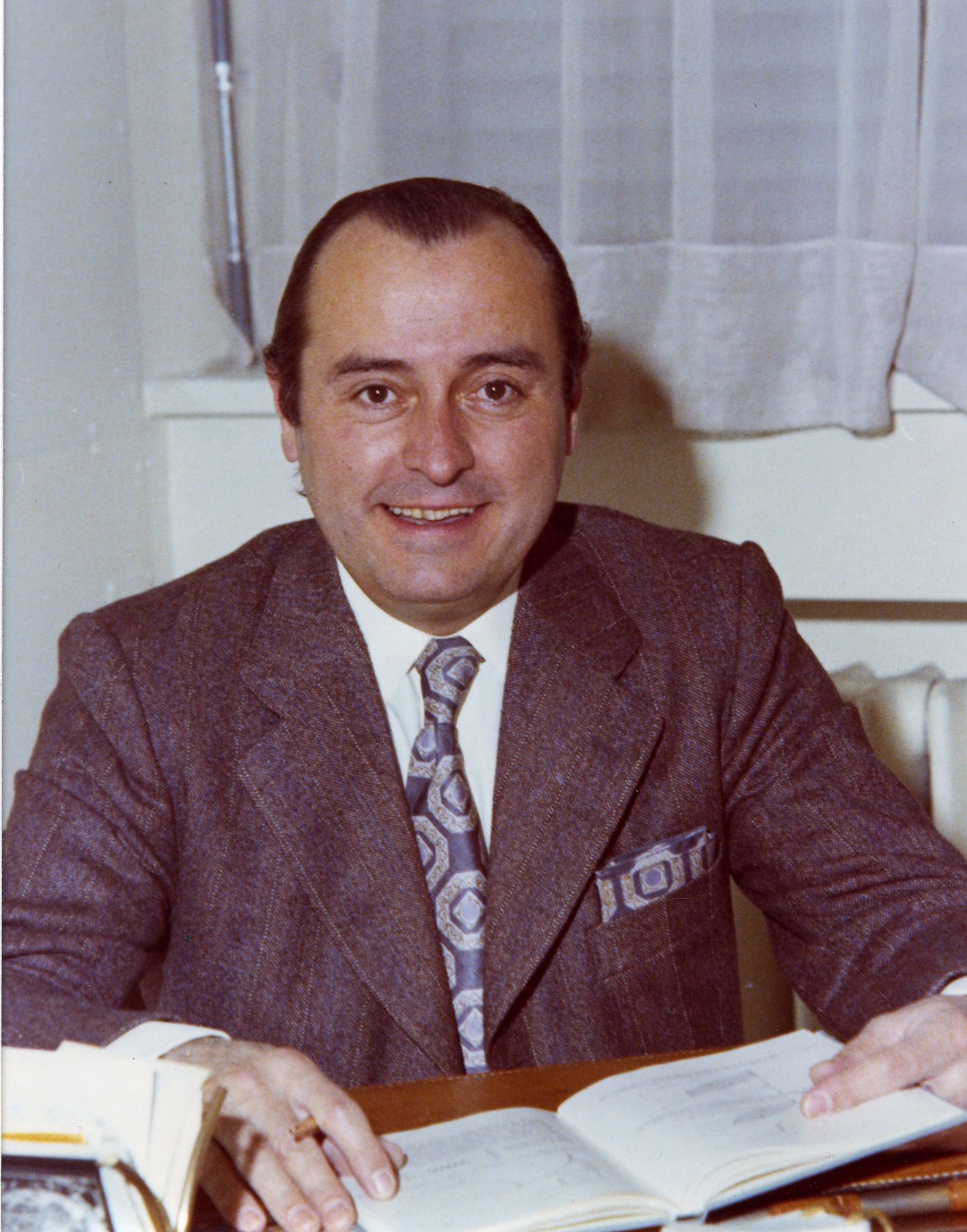
Professeur Émile Letournel.

## Organisation

### Enseignements
L'établissement propose une section européenne ainsi qu'une section sportive en 3 ans (football, hockey sur glace).
Depuis le 2 septembre 2024, l'établissement est pourvu d'un internat pour les lycéens originaires de Miquelon.

### Effectif
Durant l'année scolaire 2016-2017, l'établissement comptait 161 élèves en premier cycle du secondaire, 119 élèves en deuxième cycle du secondaire et 114 élèves en filière professionnelle, pour un total de 394 élèves.

### Prix littéraire
Chaque année depuis 2009, l'établissement décerne un prix littéraire connu sous le nom de « Récit de l'Ailleurs », dans lequel un jury d'élèves vote pour leur livre préféré d'un autre pays que la France,.